# 德克薩斯 (紐約州)
德克薩斯（英語：Texas）是位於美國紐約州奧斯威戈縣的非建制地區。

## 歷史
德克薩斯的郵局於1839年設立，其後於1905年停運。

## 地理
德克薩斯所處的海拔為高於海平面81米（即266英呎），而該地所採用的時區為UTC-5，即北美东部时区（EST）。同時該地設有夏令時間，為UTC-5調快一小時，即UTC-4（EDT）。